# NGC 5793
NGC 5793 је спирална галаксија у сазвежђу Вага која се налази на NGC листи објеката дубоког неба.
Деклинација објекта је - 16° 41' 36" а ректасцензија 14h 59m 24,7s. Привидна величина (магнитуда) објекта NGC 5793 износи 13,5 а фотографска магнитуда 14,3. NGC 5793 је још познат и под ознакама MCG -3-38-38, IRAS 14566-1629, PGC 53550.